# 阿推

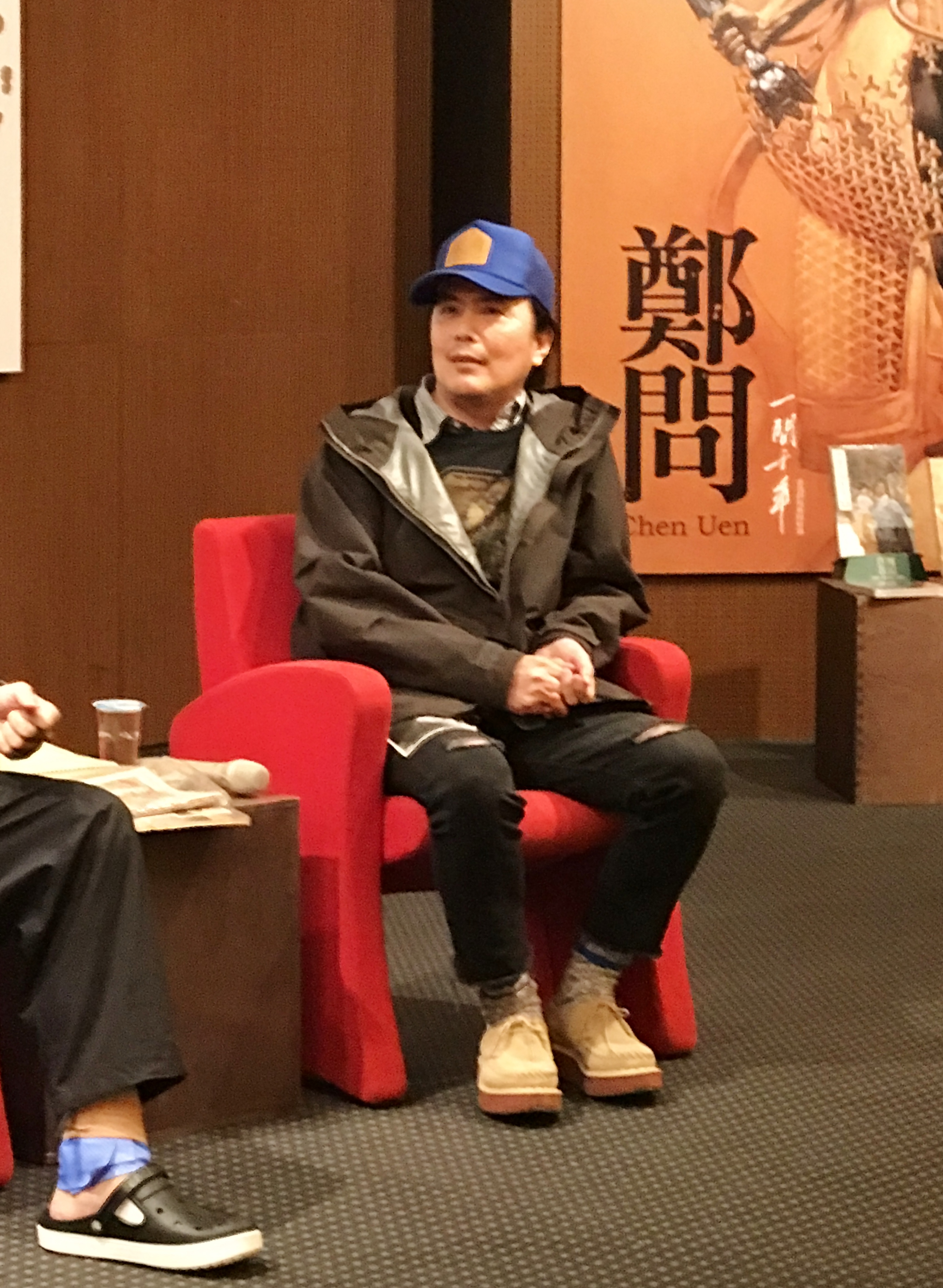
阿推

阿推（1962年10月10日—）是台灣漫畫家，本名姜振台，筆名阿推。出生於新竹市。

## 人物
- 名字中有一個「台」字，而客家話「台」發音類似國語「推」，因此筆名取名「阿推」。
- 作品以科幻漫畫為主。
- 曾任《歡樂漫畫半月刊》執行編輯，並於該雜誌發表《九命人》。
- 他是台灣唯一專攻科幻作品的一人，其思考模式有如外星人的邏輯，令地球人經常有點短路的思維卻是另類的他迷人的迷障。
- 他勤快和認真予人豎然起敬的嚴肅。
- 一九七〇年代末就讀被稱為「漫畫搖籃」的復興美工時就組織了「一〇一室」聚集了不少同好，開始研究漫畫與創作。一九八四年初他進入時報出版剛成立的《歡樂漫畫半月刊》編輯部，因此有了機會創作。在《歡樂漫畫》先後完成了『九命人』、『新樂園』、『久命人』。之前，他於《智慧》完成了一本處女作『太極符』。之後他又在《星期漫畫》發表「巴力入」、 「強力漢子」。
- 一九九〇年代初在《自立晚報》發表『公的母的』。
- 一九九二年先在大然文化出版「咯裂滋」，於尖端出版出版「殺人免責權」、「純粹」與「承諾島」。
- 阿推的作品以針筆一筆一劃的細膩構成，完全是手工的線條完成。
- 用心的演出和運鏡予人特異功能的驚嘆，他的風格較接近歐洲流行的墨比斯畫風。
- 是台灣唯一以線條構成創作的歐派漫畫家。
- 他的「巴力入」受法國出版社的興趣在一本刊載日本漫畫的雜誌上連載。這是台灣唯二在法出版作品的台灣漫畫家。
- 為人稱道的初期漫畫作品《九命人》、《承諾島1.2.3》，為台灣漫畫界開啟新紀元。近年開始多方面創作，比如玩具公仔設計。
- 旅行路上觀察隨筆和為SONY、NIKE、EPSON、ASAHI、統一超商……等眾多品牌廣告插畫工作，更廣受邀請為視覺競賽以及漫畫作品之評審。
- 2007年Nike邀請在《漫樂雜誌》負責總編輯暨創意總監的阿推，擔任台灣本地潮流創作界史上的Nike Air Force 1 『變, 不變』創意聯展的創意總監。
- 近期為人熟知與時尚雜誌聯手推出的公仔更掀起一陣成人收集公仔風。
- 阿推畫風的細膩及歐化BD漫畫藝術的極致，令法國人為激賞，1995年《超人巴力入》是第一本登陸歐洲的台灣漫畫！
- 由法國KAMEHA漫畫月刊強力連載；而《承諾島1.2.3》更於2005年在義大利出版公司「per questa edizione Edizioni BD」發行義大利版，為台灣第一人！

## 作品一覽
- 台視文化出版／
  - 太極符 THE SYMBOL OF TAICHI（1985.10.）

- 時報出版公司／
  - 九命人 NINE LIVES MAN（1986.08.15）
  - 新樂園 NEW PARADISE（1987.12.30）
  - 久命人 LONG LIFE MAN （1988.07.07）
  - 超人巴力入 SUPER BALEZO（1990.03.29）
  - 酸甜苦辣留言板
  - 殺人免責權 KILLING BAD GUYS AS YOUR WISH !（1995.01.03）
  - 公的．母的 COCK-AND-HEN（1994.01.10）
  - 美工科學生 A ART STUDENT, A DOG THAT HATES ART,AND A CAT THAT LOVES ART（1996.12.30）
  - 選擇 OPTION（2001.01.15）
  - 泡泡 BUBBLE（2001.06.11）

- 大然出版公司／
  - 喀裂滋 CRASH（1994.09）
  - 整男專家

- 尖端出版公司／
  - 純粹 P‧URE（1996.10）
  - 承諾島1 PROMISED ISLAND 1（1998.02）

（2005年發行義大利版）
- - 承諾島2 PROMISED ISLAND 2（1998.12）

（2006年發行義大利版）
- - 承諾島3 PROMISED ISLAND 3義大利版（1999.11.30）

（2006年發行義大利版）
- - 推動優良好貨色 PUSHING GOODS（2000.09.15）
  - 明日世界亂想 FUTURE REPORT（2002.01.19）
  - 次文化尖叫 SUBCULTURE SCREAM（2002.06）
  - 推動優良好貨色2 PUSHING GOODS 2（2003.01）

- 皇冠出版公司／
  - 東京買樂生活〈攝影文字書〉PERSONAL SHOPPING STYLE+PERSONAL LIFE STYLE（2001.09.20）

- 台大出版中心／
  - 奈米超人3D繪本 NANO BLASTERMAN（2005.01.27）

- 銳耳創作股份有限公司／
  - 超人巴力入2010經典復刻版(2010.06.25)

## 外部連結
- 個人部落格 （页面存档备份，存于）